# Djurholmamossen
Djurholmamossen är en mosse i Ängelholms kommun, Skåne län.
Uppe på Hallandsåsen, högt över Västersjön, ligger, den nästan 70 hektar stora Djurholmamossen. Mossen med omgivningar är av riksintresse ur naturvårdssynpunkt på grund av sina välvda och sluttande mosseytor och det välutvecklade bäckdråget kring Århultabäcken.
Djurholmaområdet ägs av O D Krooks donation. 
Totalt omfattar Djurholmaområdet 200 hektar. Delar av skogen brukas kommersiellt, framför allt genom att man föryngrar bokbeståndet. Strövområdet och mossen vårdas genom iordningställande av märkta vandringsstigar och observationstorn. Särskilt tornet vid själva Djurholmamossen kan ge både stillhet och fina naturupplevelser som orrspel och älgar på marsch.

## Kulturminnen vid Djurholmen
I området finns ett före detta torp, Djurholmen. Det är det mest välbevarade spåret av mänsklig verksamhet, men det finns flera. Längst i sydväst syns spår av fornåkrar, som troligen togs i bruk under bronsåldern. Där finns också lämningar av torpställena Västra och Mellan-Århult, som var bebodda på 1800-talet. Informationsskyltar, med texter av lokalhistorikern Ture Karlsson, berättar om deras historia. Skvaltkvarnen där Bäckstigen passerar Århultabäcken är också en påtaglig lämning, liksom den invallning vid bäcken, som tyder på att man här bedrivit myrslåtter. Man har också tagit torv i mossen.

## Naturvärden
Skogen i branterna ner mot Århultabäcken ska lämnas till "fri utveckling", som det heter, d.v.s. ingen avverkning eller andra ingrepp ska vidtas. Det är bokskog och blandad lövskog, och under de senaste 50 åren har i princip inga ingrepp gjorts. Fallna träd får ligga kvar och multna ner, till glädje för de insekter och svampar som behöver sådana miljöer. I högstubbarna kan olika hackspettarter hitta föda och bon.
Längs bäcken finns en intressant flora med bl.a. mellanhäxört. Orre och trana kan man få höra, och holkar har satts upp för småfåglarna. Förutom älg, rådjur, hare, räv och grävling kan man numera också se spår av vildsvin.